# Giải bóng đá nữ vô địch quốc gia 2006
Giải bóng đá nữ vô địch quốc gia 2006, tên gọi chính thức là Giải bóng đá nữ Vô địch Quốc gia - Cúp VAPower Việt Á 2006 vì lý do tài trợ, là mùa giải thứ 9 của Giải bóng đá nữ vô địch quốc gia do Liên đoàn bóng đá Việt Nam tổ chức và Công ty Cổ phần tập đoàn thương mại công nghiệp Việt Á tài trợ. Mùa giải diễn ra từ ngày 10 tháng 3 đến ngày 17 tháng 4 năm 2006 với 6 đội bóng tham dự.
Giải bóng đá nữ vô địch quốc gia lần này cũng đóng vai trò là giải bóng đá nữ tại Đại hội Thể dục Thể thao toàn quốc 2006.

## Các đội bóng
- Hà Nội:
- Hà Tây:
- Thành phố Hồ Chí Minh:
- Hà Nam:
- Thái Nguyên:
- Than Cửa Ông:

## Thể thức thi đấu
Sáu đội bóng thi đấu theo thể thức vòng tròn hai lượt tính điểm; đội có nhiều điểm nhất sẽ giành chức vô địch quốc gia. Kết thúc giai đoạn đấu vòng tròn, hai đội đứng đầu bảng xếp hạng sẽ thi đấu trận tranh huy chương vàng của Đại hội Thể dục Thể thao toàn quốc, còn hai đội xếp thứ ba và thứ tư sẽ tham dự trận tranh huy chương đồng.

## Giải thưởng
- Đội Nhất: Cúp, cờ, HCV và 80 triệu đồng
- Đội xếp thứ Nhì: Cờ, HCB và giải thưởng 60 triệu đồng
- Đội xếp thứ Ba: Cờ, HCĐ và giải thưởng 30 triệu đồng
- Giải phong cách: Cờ và giải thưởng 10 triệu đồng
- Cầu thủ xuất sắc nhất giải: 5 triệu đồng
- Thủ môn xuất sắc nhất giải: 3 triệu đồng
- Cầu thủ ghi nhiều bàn thắng nhất: 3 triệu đồng.[3]

## Lịch thi đấu và kết quả
Vòng 1 [10 tháng 3], 2006
- Thái Nguyên 0-5 Hà Nội
- Thành phố Hồ Chí Minh 0-1 Hà Tây
- Than Cửa Ông 1-0 Hà Nam

Vòng 2 [13 tháng 3], 2006
- Hà Nội 1-3 Hà Tây
- Hà Nam 0-3 TPHCM
- Than Cửa Ông 1-0 Thái Nguyên

Vòng 3 [17 tháng 3], 2006
- Thành phố Hồ Chí Minh 1-2 Hà Nội
- Thái Nguyên 0-2 Hà Nam
- Hà Tây 2-1 Than Cửa Ông

Vòng 4 [20 tháng 3], 2006
- Hà Tây 0-1 Hà Nam
- Thành phố Hồ Chí Minh 6-2 Thái Nguyên
- Hà Nội 1-0 Than Cửa Ông

Vòng 5 [23 tháng 3], 2006
- Hà Nam 0-0 Hà Nội
- Than Cửa Ông 1-1 TPHCM
- Hà Tây 3-0 Thái Nguyên

Vòng 6 [30 tháng 3], 2006
- Hà Nam 0-3 Than Cửa Ông
- Hà Nội 1-0 Thái Nguyên
- Hà Tây 1-1 TP.HCM

Vòng 7 [2 tháng 4], 2006
- Thành phố Hồ Chí Minh 0-1 Hà Nam
- Thái Nguyên 0-3 Than Cửa Ông
- Hà Tây 2-0 Hà Nội

Vòng 8 [6 tháng 4], 2006
- Than Cửa Ông 2-0 Hà Tây
- Hà Nội 1-0 Thành phố Hồ Chí Minh
- Hà Nam 2-0 Thái Nguyên

Vòng 9 [10 tháng 4], 2006
- Hà Tây 2-0 Hà Nam
- Than Cửa Ông 1-1 Hà Nội
- Thái Nguyên 0-6 TPHCM

Vòng 10 [14 tháng 4], 2006
- Hà Nội 1-1 Hà Nam
- Thành phố Hồ Chí Minh 4-1 Than Cửa Ông
- Thái Nguyên 0-4 Hà Tây

## Bảng xếp hạng
| Vị trí | Đội bóng                   | Trận | Thắng | Hòa | Thua | Hiệu số | Điểm số |
| 1      | Hà Tây                     | 10   | 7     | 1   | 2    | 18-6    | 22      |
| 2      | Hà Nội                     | 10   | 5     | 3   | 2    | 13-8    | 18      |
| 3      | Than Cua Ông QN            | 10   | 5     | 2   | 3    | 14-9    | 17      |
| 4      | ĐKVĐ Thành phố Hồ Chí Minh | 10   | 4     | 2   | 4    | 22-10   | 14      |
| 5      | Hà Nam                     | 10   | 4     | 2   | 4    | 7-10    | 14      |
| 6      | Thái Nguyên                | 10   | 0     | 0   | 10   | 2-33    | 0       |

## Tổng kết mùa giải
- Đội Nhất: Hà Tây (Cúp, cờ, HCV và giải thưởng 80 triệu đồng)
- Đội Nhì: Hà Nội (Cờ, HCB và giải thưởng 60 triệu đồng)
- Đội xếp thứ Ba: Than Cửa Ông Quảng Ninh (Cờ, HCĐ, giải thưởng 30 triệu đồng)
- Đội đoạt giải phong cách: Thành phố Hồ Chí Minh (Cờ và giải thưởng 10 triệu đồng)
- Cầu thủ xuất sắc nhất giải: Lê Thị Hoài Thu (11- TCÔ.QN)
- Thủ môn xuất sắc nhất giải: Đỗ Thu Trang (1-Hà Tây)
- Cầu thủ ghi nhiều bàn thắng nhất: Đoàn Thị Kim Chi (14- TPHCM) với 8 bàn thắng.

## Vòng chung kết

### Tranh huy chương đồng
| Than Cử Ông-Quảng Ninh                                                                                   | 1 - 4 | Thành phố Hồ Chí Minh                                                                                              |
| --- | ----- | --- |
| Nguyễn Thị Hiền (16) 85' · Lê Thị Hoài Thu (11) 9' · Bùi Thị Tuyết (2) 53" 53' · Bùi Thị Phượng (21) 65' |       | Lê Thị Hồng Nga (20) 29' · Đoàn Thị Kim Chi (14) 63' · Trần Thị Kim Hồng (7) 2' (74), 79' · Đỗ Thị Kim Thoa (25 9' |

### Tranh huy chương vàng
| Hà Tây                                      | 0 - 0 (5 - 3 | Hà Nội                                                                       |
| ------------------------------------------- | ------------ | ---------------------------------------------------------------------------- |
| Nguyễn Thị Lý (16) 19' · Vũ Thị Hậu (5) 22' |              | Nguyễn Ngọc Anh (15) 24' · Trần Thị Thảo (21) 52' · Nguyễn Kim Tiến (16) 89' |